# Гіперцитокінемія
Гіперцитокінемія (цитокіновий шторм, цитокіновий каскад) — це потенційно летальна реакція імунної системи, що не несе захисної функції, а сутність якої полягає в неконтрольованій активації цитокінами імунних клітин в осередку запалення і вивільненні останніми нової порції цитокінів, внаслідок наявності прямого зв'язку між цими процесами. Порочне коло спричиняє руйнування тканин осередку запалення, одночасно реакція поширюється на сусідні тканини й по мірі розвитку набуває системного характеру, охоплюючи весь організм у цілому.
Цитокіновий шторм, або синдром вивільнення цитокінів — одна з можливих причин смерті пацієнтів із коронавірусною хворобою COVID-19, особливо молодих та попередньо здорових людей.